# مایک ترانووا
مایک ترانووا (انگلیسی: Mike Terranova؛ زادهٔ ۱۷ نوامبر ۱۹۷۶) بازیکن فوتبال اهل آلمان است.